# Marina Persson
Marina Persson (* 15. Mai 1963) ist eine ehemalige schwedische Fußballspielerin.

## Karriere

### Vereine
Persson spielte im Seniorinnenbereich ausschließlich für Öxabäck IF. Noch vor Einführung einer landesweiten eingleisigen Frauenfußball-Liga gewann sie mit der Mannschaft zwei Meistertitel und am Ende der Premieren-Spielzeit der Damallsvenskan den dritten Titel. Den Svenska Cupen, den nationalen Vereinspokal, gewann sie während ihrer Vereinszugehörigkeit sechsmal, davon fünfmal in Folge. Ab der Spielzeit 1991 hieß ihr Verein – bis zur Auflösung der Frauenfußballabteilung 1999 aufgrund finanzieller Probleme – Öxabäck/Mark IF in Bezug zur Gemeinde Mark.

### Nationalmannschaft
Persson gehörte dem Kader der Nationalmannschaft vom 18. September 1986 bis zum 22. Mai 1994 38 Mal an, kam in diesem Zeitraum jedoch nur 15 Mal zum Einsatz. Ihr Debüt als Nationalspielerin für den SvFF hatte sie am 18. September 1986 in Veszprém bei der Premiere gegen die Nationalmannschaft Ungarns, die das Freundschaftsspiel mit 1:4 verlor; sie wurde in der 73. Minute für Elisabeth Leidinge eingewechselt. Im weiteren Verlauf bestritt sie elf weitere Freundschaftsspiele (8 S, 1 U 2 N) und drei EM-Qualifikationsspiele. Ihre ersten beiden waren das zweite (2:0 vs. Frankreich; am 13. Mai 1990 in Melun) und dritte Spiel (2:0 vs. Polen; am 10. Juni 1990 in Gorzów Śląski) der EM-Qualifikationsgruppe 2, das dritte bestritt sie am 18. August 1993 im ersten Spiel der EM-Qualifikationsgruppe 4 beim 9:0-Sieg über die Nationalmannschaft Lettlands. Ihr letztes Länderspiel bestritt sie am 20. März 1994 in Loulé beim 1:0-Sieg über die Nationalmannschaft Dänemarks im Spiel um Platz 3 bei der Teilnahme mit ihrer Mannschaft am Turnier um den Algarve-Cup.

## Erfolge
Nationalmannschaft
- Dritter Europameisterschaft 1989 (ohne Turniereinsatz)
- Dritter Algarve-Cup 1994

Öxabäck IF
- Schwedischer Meister 1983, 1987, 1988
- Schwedischer Pokal-Sieger 1985, 1986, 1987, 1988, 1989, 1991